# آيت سيدي علي أوعمر (آيت عثمان)
آيت سيدي علي أوعمر هو دُوَّار يقع بجماعة كروشن، إقليم خنيفرة، جهة بني ملال خنيفرة في المملكة المغربية. ينتمي الدوّار لمشيخة آيت عثمان التي تضم 8 دواوير. يقدر عدد سكانه بـ 290 نسمة حسب الإحصاء الرسمي للسكان والسكنى لسنة 2004.

## وصلات خارجية
- البوابة الوطنية للجماعات الترابية
- المندوبية السامية للتخطيط